# Busi
Busi en Nettunia zijn Italiaanse historische merken van motorfietsen van dezelfde fabrikant.
De bedrijfsnaam was: Officine Meccaniche Busi in Bologna.
Athos Busi maakte in de tweede helft van de jaren veertig al bromfiets-frames waarin hij inbouwmotoren van verschillende merken bouwde. Vanaf 1952 produceerde hij onder de merknaam "Nettunia" 123- en 158cc-tweetakt-motorfietsen. Dit waren sportmotoren met voor die tijd een moderne constructie. De productie eindigde in 1964.